# Ze’ew Szerf
Ze’ew Szerf (hebr.: זאב שרף, ang.: Ze'ev Sherf, ur. 21 kwietnia 1906 w Czerniowcach, zm. 18 kwietnia 1984) – izraelski polityk, w latach 1966–1969 minister pracy i handlu, w latach 1968–1969 minister finansów, w latach 1969–1974 minister budownictwa, w latach 1965–1974 poseł do Knesetu z listy Koalicji Pracy.
W wyborach parlamentarnych w 1965 po raz pierwszy dostał się do izraelskiego parlamentu. Zasiadał w Knesetach VI i VII kadencji.